# Проклятие фараонов

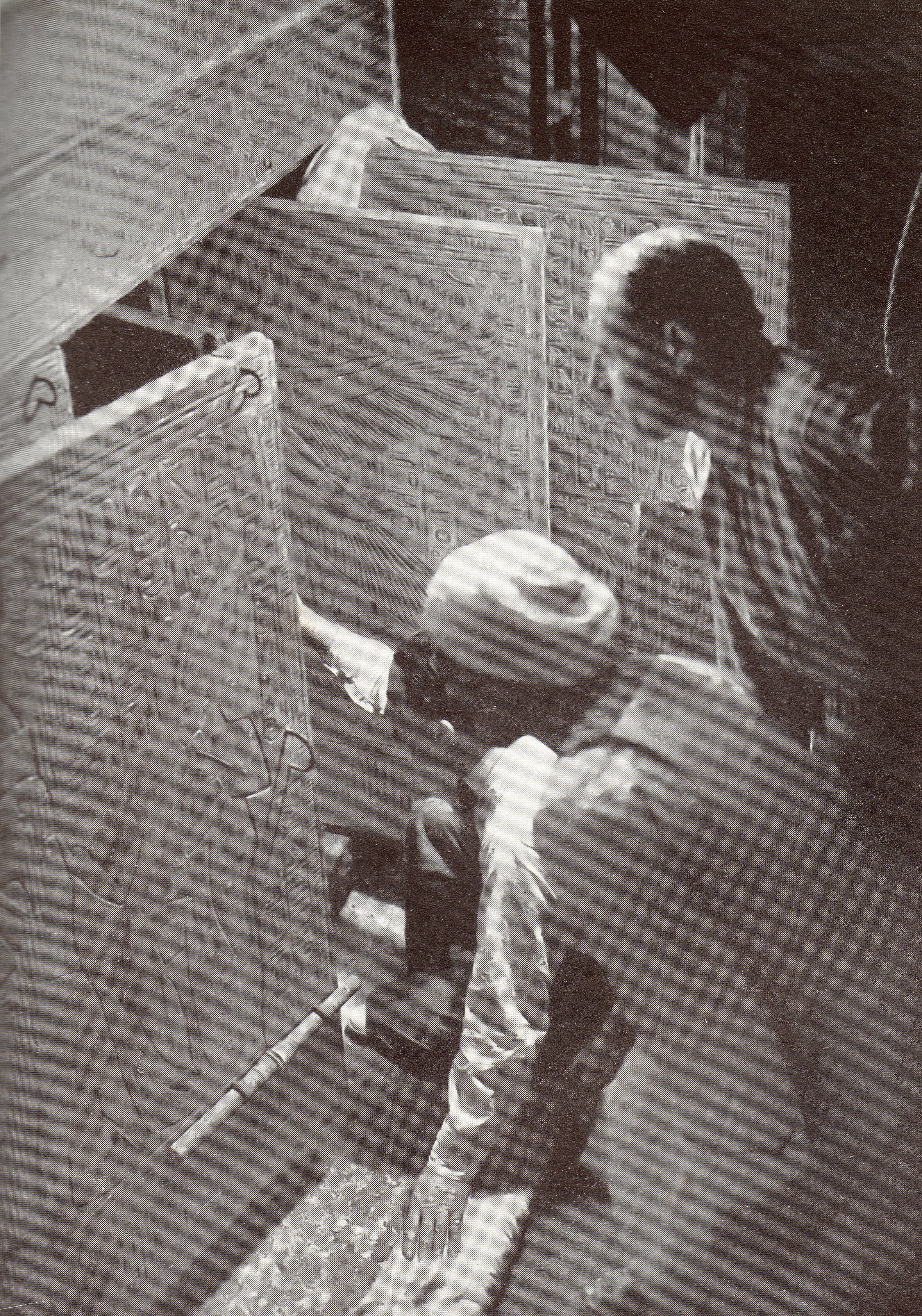
Говард Картер открывает двери погребального ковчега Тутанхамона. Позади него — египетский рабочий и Артур Р. Каллендер

Проклятие фараонов — проклятие, которое якобы постигает того, кто прикасается к могилам царских особ и мумиям Древнего Египта. Проклятие преимущественно связывается со случаями смерти, которые имели место в течение нескольких следующих лет после вскрытия могилы Тутанхамона, состоявшегося в 1922 году.
Иногда проклятие относят и к вскрытию старых захоронений вне Египта — могилы Тамерлана Гур-Эмир в Самарканде (1941), гробницы Казимира Великого в Кракове (1973), мумии Эци в Альпах (1991), захоронение Принцессы Укока в Республике Алтай (1993).
Магическая природа «проклятия» отрицается наукой.

## История
Во многом формирование легенды о проклятии обязано журналистам и писателям, воодушевлённым шумихой вокруг обнаружения могилы Тутанхамона и последующими событиями.

### Проклятие Тутанхамона
Гробница фараона Тутанхамона обнаружена 6 ноября 1922 года англичанами — египтологом Говардом Картером и собирателем древностей Джорджем Карнарвоном, в ходе продолжавшейся 6 лет поисковой экспедиции.
Зарождение легенды о проклятии основывается на суеверии, слухах, ложных интерпретациях и непонимании старых египетских текстов и неверном их истолковании на фоне преждевременных смертей 22 человек (из которых 13 участвовали во вскрытии гробницы Тутанхамона, а остальные были их близкими) к 1929 году.
Начало легенде о проклятии гробницы Тутанхамона дало сообщение знаменитого и уважаемого американского египтолога Джеймса Генри Брэстеда о небольшом неприятном инциденте, случившемся в конце ноября 1922 года вскоре после открытия гробницы (26 ноября), которое было напечатано в Нью-Йорк Таймс 22 декабря 1922 года. Птицу, жившую в клетке в луксорском доме Картера, съела кобра — в мифологии египтян животное, поражающее врагов фараона. В прессе распространилось толкование, что это дурное предзнаменование для участников раскопок.

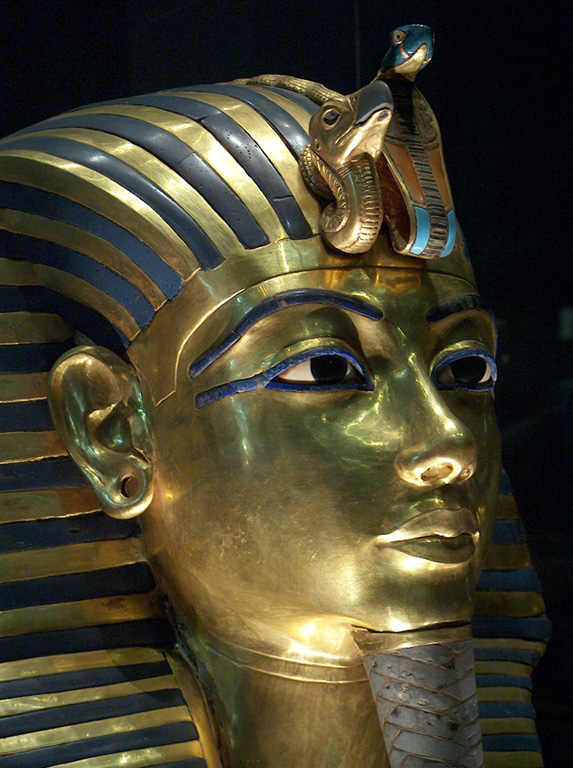
Урей на лбу маски Тутанхамона в виде богини-кобры Уаджит рядом с богиней-коршуном Нехбет

Наиболее детально разработал легенду о проклятии археолог Артур Вейгалл, занимавший высокий пост заместителя Верховного советника древностей Египта в 1905—1914 годах, много лет проживший в Египте и в годы Первой мировой войны написавший множество беллетризованных биографий древнеегипетских исторических личностей и деятелей, автор также сценариев для театральных постановок и популярных романов по истории Древнего Египта. На момент раскопок Картера и Карнарвона в Долине Царей он состоял специальным корреспондентом в ежедневной газете «Дейли Мейл». Он хорошо знал египетскую мифологию и понимал силу её воздействия на публику. Не подтверждая напрямую факт существования феномена проклятия, Вейгалл поддерживал своими публикациями интерес читателей, напоминая время от времени об очень странных событиях, сопровождавших раскопки гробницы Тутанхамона и опубликовал описание похожих случаев. В частности, случаи археологов Александра Сетона и Дугласа Мюррея, часто приводимых в СМИ городских легендах об учёных, якобы столкнувшихся с необъяснимыми явлениями после того, как они привозили в Англию мумии, а также собственный мистический «опыт» с мумией кошки. Он подтвердил сообщение Брэстеда о кобре, дав ему подробный комментарий по мифологии, и сообщил, что за шесть недель до смерти Карнарвона он наблюдал графа в весёлом расположении духа, смеющегося и шутящего, когда археологи впервые вошли в гробницу фараона. Присутствовавший в качестве зрителя Вейгалл сказал соседнему репортёру (Генри Волламу Мортону): «Если он спустится туда в таком настроении, я даю ему не более шести недель жизни». Кроме того, Вейгалл сопоставил спорный факт, что гнойная ранка на щеке графа находилась в том самом месте, что и шрам на лице почившего фараона. При первом вскрытии мумии Тутанхамона, проводившемся доктором Дугласом Дерри, был найден зарубцевавшийся шрам на левой щеке возле уха, но так как Карнарвон был похоронен шестью месяцами ранее, уже не было возможности определить, действительно ли местоположение ранки на теле фараона совпадает с местом рокового укуса комара на лице Карнарвона. Другим элементом легенды, описанным Вейгаллом, стал сбой в электросети Каира, из-за которого во всём городе в день смерти лорда якобы отключилось электричество, что было подтверждено британским комиссаром в Египте фельдмаршалом Алленби и причины которого так и не были установлены.

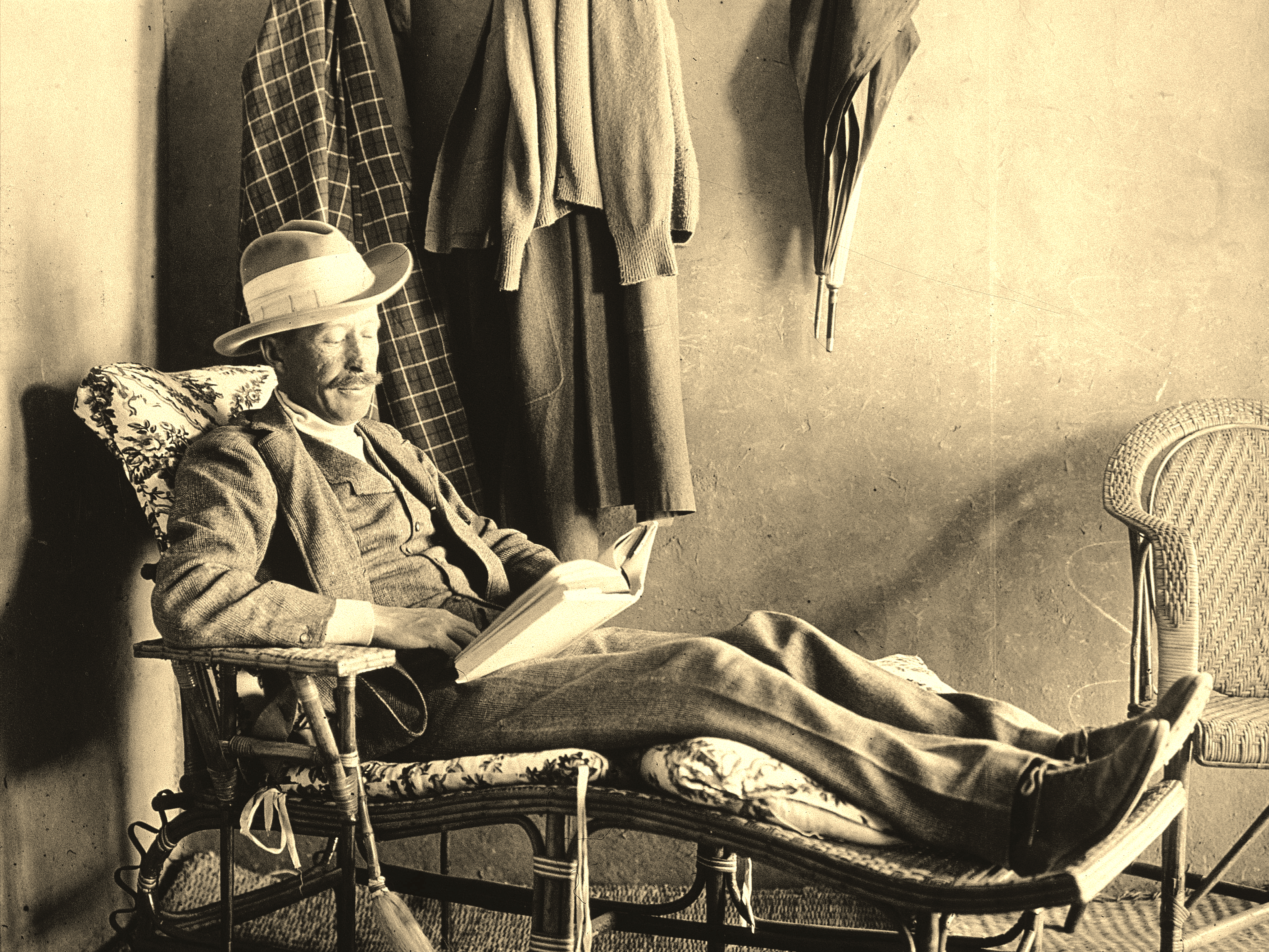
Лорд Карнарвон на веранде фиванского дома Картера

Артур Вейгалл находился не в самых дружественных отношениях как с лордом, передавшим эксклюзивные права освещать раскопки гробницы «Таймс», лишив другие газеты возможности собирать информацию, так и с Говардом Картером, человеком прекрасно образованным, но упрямым и вспыльчивым, чьи методы работы он не одобрял (Вейгалл и Картер расходились во мнении по вопросу создания собственно египетского арабского института археологии). После смерти Вейгалла в 1934 году от скоротечной лихорадки он сам был причислен к списку жертв проклятия.
Английская романистка Мария Корелли за две недели до смерти Карнарвона опубликовала предупреждение о том, что «самое жестокое наказание ждет незваного гостя, вошедшего в гробницу». Очевидно, фраза из её очередного романа была взята и растиражирована газетой «New York World».
Сэр Артур Конан Дойл, высказав своё личное мнение в пользу существования проклятия, предположил, что смерть лорда Карнарвона была вызвана некими «элементалями», созданными жрецами Тутанхамона, чтобы охранять царскую гробницу, и это ещё больше разожгло интерес в средствах массовой информации. Данное знаменитым уважаемым писателем объяснение было достаточно гибким, и при желании могло уложиться как в научную, так и в мистическую версии случившегося.
В силу проклятия поверили многие суеверные люди по всему миру. Так, весьма мнительный по своей натуре человек, Бенито Муссолини, узнав о смерти Карнарвона и Гоулда, приказал немедленно удалить из Палаццо Киджи привезённую ему в подарок египетскую мумию.
Основные факты, излагаемые адептами «проклятия», следующие:
1. Лорд Карнарвон умер 5 апреля 1923 года, через 4 месяца после того, как побывал в гробнице[10];
2. 6 апреля 1928 года в возрасте 54 лет умер археолог Артур Мейс. Состояние его здоровья постепенно ухудшалось со времени открытия гробницы и было предметом внимания и спекуляции прессы, официально было заявлено, что исследователь погиб от отравления мышьяком;
3. 15 января 1924 года от не вполне ясной болезни (возможно, развившейся вследствие облучения рентгеном) погиб рентгенолог сэр Арчибальд Дуглас-Рейд;
4. 16 мая 1923 года от скоротечной пневмонии на фоне лихорадки, подхваченной в Египте, умер 59-летний американский финансист Джордж Гоулд, также побывавший в гробнице;
5. 26 сентября 1923 года после стоматологической операции от заражения крови умер единокровный брат Карнарвона путешественник и дипломат полковник Обри Герберт;
6. 10 июля 1923 года присутствовавший на открытии гробницы член египетской королевской семьи принц Али Камель Фахми Бей был застрелен своей женой Маргерит Алибер[англ.];
7. 19 ноября 1924 года в Каире террористом был застрелен генерал-губернатор Судана сэр Ли Стек;
8. 15 ноября 1929 г. неожиданно умер секретарь Картера капитан Ричард Бартель;
9. 20 февраля 1930 года отец Бартеля сэр Ричард, барон Уэстбери, выбросился из окна седьмого этажа; согласно некоторым газетным сообщениям, катафалк с телом барона насмерть задавил на улице мальчика;
10. 26 мая 1929 года от «пневмонии на фоне малярии» умер младший сводный брат Карнарвона Марвин Герберт.

Сообщения о смерти леди Альмины Карнарвон от укуса неизвестного насекомого в возрасте 61 года являются ложными, поскольку она скончалась в возрасте 93 лет в 1969 году, а их с лордом дети отличались достаточной продолжительностью жизни.

## Критика
В околонаучной среде в противовес магическому объяснению проклятия стали предприниматься попытки логического обоснования причин смерти людей, побывавших в усыпальницах или соприкасавшихся с мумиями. Выделяются три вероятные основные причины:
- действие ядов, заложенных в саркофаг при захоронении;
- действие радиоактивных элементов, находящихся в могиле;
- действие грибка, живущего в могильной плесени[6].

Как отмечают противники мистической версии, фактически средний возраст шести из 12 учёных, принимавших участие во вскрытии гробницы, составлял 74,4 года. Дж. Г. Брэстеду было уже 70 лет, Н. Г. Дэйвису — 71, а А. Гардинеру — 84 года. Скорые же смерти престарелых учёных не имеют под собой ничего удивительного.
57-летний Дж. Карнарвон умер, судя по всему, от лихорадки, которой нетрудно было заболеть в Египте, тем более пожилому человеку, к тому же лечившемуся в Египте долгие годы от лёгочной болезни.
Говард Картер, который, казалось бы, первым должен был пасть жертвой «проклятия», умер спустя 16 лет после вскрытия гробницы, в 1939 году, в возрасте 64 лет, и естественные причины его смерти не отрицают и сами адепты «проклятия». Дочь Карнарвона леди Эвелин (1901—1980), несмотря на то, что прибыла с отцом в Египет 24 ноября 1922 года после сообщения Картера о находке нетронутой гробницы, спускалась в гробницу одной из первых и присутствовала при открытии саркофага, благополучно прожила 79 лет. Её старший брат и единственный сын Карнарвона Генри (1898—1987), потенциально также одна из главных мишеней проклятия, преспокойно прожил 89 лет. Оба имели детей, потомки лорда Карнарвона по мужской и женским линиям здравствуют и в настоящее время их фамильный титул не утрачен.
Наконец, египтологи указывают, что в египетской религиозной и магической практике не было самого понятия «проклятия», а великое множество людей, занимавшихся вскрытием гробниц помимо гробницы Тутанхамона (всего было обнаружено порядка 800 мумий), не испытывало в связи с этим никаких проблем мистического характера. В создании легенды обвиняют журналистов, и в частности, газету «Дейли Мейл», делавших сенсацию из каждой смерти человека, связанного с открытием.

## В массовой культуре

### Художественная литература
- 1923 — детектив «Месть фараона» (англ. The Adventure of the Egyptian Tomb) Агаты Кристи;
- 1927 — детектив «Призрак Лувра» Артура Бернадета;
- 1934 — «Сигары фараона», четвёртый альбом комиксов Эрже о приключениях Тинтина и Милу;
- 1948 — «Семь хрустальных шаров» из серии «Приключения Тинтина»;
- 2005 — «Дело Тутанхамона» Кристиана Жака;
- 2005 — роман «Мумия, или Рамзес Проклятый» Энн Райс;

### Кинематограф
- 1932 — фильм «Мумия», США
- 1957 — фильм ужасов «Pharaoh’s Curse», США
- 1964 — фильм ужасов «Проклятие гробницы мумии», США
- 1982 — фильм ужасов «Manhattan Baby», Италия
- 1992 — «Проклятье Птахотепа», эпизод телесериала «Квантовый скачок»
- 1999 — фильм «Мумия», США
- 2001 — экранизация «Бельфегор — призрак Лувра», Франция
- 2013 — Д/ф «Проклятие фараонов» (РТР-Планета)
- 2017 — фильм «Мумия», США